# Partidul Popular Slovac
Partidul Popular Slovac a fost un partid politic corporatist, anticomunist de extremă dreaptă slovac din Cehoslovacia. Simbolul partidului a fost crucea Ludak.